# Siquirres (district)
Siquirres est un district du canton de Siquirres dans le Costa Rica.

## Géographie
Il inclut une partie du réservoir de Reventazón.